# Раскатов, Лев Викторович
Лев Ви́кторович Раска́тов (17 октября 1927, Иваново-Вознесенск, ныне Иваново — 23 июля 1993, там же) — советский российский актёр. Народный артист СССР (1988).

## Биография
Лев Раскатов родился в Иваново-Вознесенске (ныне Иваново). 
Театр в первый раз увидел в десятилетнем возрасте — мама Нина Васильевна повела его на спектакль «Земля» Н. Е. Вирты в здание Народного дома текстильщиков. Занимался в драматическом кружке Ивановского городского Дворца пионеров и школьников.
В 1942 году был принят статистом в труппу Ивановского Большого драматического театра , через год — получил первую роль.
С 1943 года и до конца жизни — актёр Ивановского Большого драматического театра (ныне Ивановский областной драматический театр). 
Занимался общественной деятельностью, помогал молодым артистам.
С 1985 года возглавлял Ивановское отделение Союза театральных деятелей России.
Скончался 23 июля 1993 года в Иванове. Похоронен на кладбище Балино.

### Семья
- Первая жена - Алеонтина Ивановна Раскатова (1928-1994)
- Дочь - Ольга Львовна Раскатова (1957—2021), актриса. Заслуженная артистка РФ (2008).
- Внук - Данила Южаков-Раскатов

- Вторая жена — Александра Антоновна Раскатова (1927—2006)

## Роли в театре
- Александр Иванович Григорьев — «Два капитана» по В. А. Каверину
- Виктор — «Машенька» А. Н. Афиногенова
- Буфетчик Петрушка — «Горе от ума» А. С. Грибоедова
- Александр Ведерников — «Годы странствий» А. Н. Арбузова
- Виктор — «Иркутская история» А. Н. Арбузова
- Христофор Блохин — «Сказки старого Арбата» А. Н. Арбузова
- Фёдор Иоаннович — «Царь Фёдор Иоаннович» А. К. Толстого
- Сатин — «На дне» М. Горького
- Егор Савельевич Полушкин — «Не стреляйте белых лебедей» Б. Л. Васильева
- Александр Егорович Ванюшин — «Дети Ванюшина» С. А. Найдёнова
- Аким — «Власть тьмы» Л. Н. Толстого
- Викентьев — «Обрыв» по И. А. Гончарову
- Электрон Евдокимов — «Ещё раз про любовь» Э. С. Радзинского
- Левша — «Блоха» Е. И. Замятина по мотивам произведения Н. С. Лескова «Левша»
- дед Щукарь — «Поднятая целина» по М. А. Шолохову
- Нил — «Мещане» М. Горького
- Дымба — «Максим»
- «Без вины виноватые» А. Н. Островского
- «Санька, Саня, Александр...» Ю. Рогозина
- «Ретро» А. М. Галина
- «Отелло» У. Шекспира
- «Моя профессия — сеньор из общества» Дж. Скарначчи, Р. Тарабуззи
- «Любовь и голуби» В. П. Гуркина
- «Дядюшкин сон» по Ф. М. Достоевскому (последняя роль, сезон 1992/93)

## Фильмография
- 1957 - На подмостках сцены - актёр массовки
- 1958 — У тихой пристани — Сергей Петрович, помощник режиссёра
- 1972 - Иванов катер - Корней Иванович
- 1988 — Запретная зона — редактор

## Награды и звания
- Заслуженный артист РСФСР (1956)
- Народный артист РСФСР (1975)
- Народный артист СССР (1988)
- Почётный гражданин Иваново (апрель 2008 — посмертно)[3]

## Память
- На здании Ивановского Дворца искусств установлена мемориальная доска в память о Льве Раскатове
- Кинешемский ТЮЗ носит имя народного артиста СССР Л. В. Раскатова
- В 1996 году Ивановское отделение Союза театральных деятелей России и Департамент культуры и туризма Ивановской области учредили Премию им. Л. В. Раскатова. Присуждается лучшим артистам профессиональных театров по итогам предыдущего года «За профессионализм и верность профессии».
- В 2007 году была выпущена книга "Лев Раскатов: "Я - актёр Ивановского драматического"
- В социальной сети Вконтакте есть группа памяти Льва и Ольги Раскатовых. Там можно найти архивные фото и видео. Администратором сообщества является внук Льва Викторовича и сын Ольги Львовны Данила Южаков-Раскатов.